# Бєляєв Михайло Васильович
Михайло Васильович Бєляєв (14 вересня 1885  — 29 жовтня 1948) — мовознавець-славіст, фахівець з кавказьких мов та загального мовознавства, професор.

## Біографія
М. В. Бєляєв народився 14 вересня 1885 року в Єфим'євому Переславського повіту Владимирської губернії.
Навчався в Переславському духовному училищі, Володимирській семінарії.  В 1910 році закінчив світський відділ Московської духовної академії з слов'янського та загального мовознавства зі званням магістра. Був призначений викладачем російської і латинської мов Іркутської чоловічої і жіночої гімназії.
З 1912 року працював викладачем Тифліських Вищих жіночих курсів на кафедрі слов'янської філології. З 1919 року  викладав у Бакинському університеті, з 15 березня 1920 року був  доцентом кафедри слов'янської філології. Одночасно В 1926—1927 роках завідував кафедрою загального (порівняльного) мовознавства Азербайджанського університету.
В 1927 році  рішенням Державної вченої ради Народного комісаріату освіти РФСР затверджений у вченому званні професора по кафедрі мовознавства .
В 1927 році був призначений професором по кафедрі мовознавства Північно-Кавказького університету в Ростові-на-Дону . Паралельно працював вченим секретарем і завідував лінгвістичним відділом Північно-Кавказького гірничого науково-дослідного інституту. У зв'язку з розформуванням Північно-Кавказького університету  у 1930 році  став професором Ростовського університету.
В 1943 році  в м. Байрам-Алі (Туркменія) був запрошений на посаду завідувача кафедри мовознавства Одеського державного університету.  Після повернення університету з евакуації до Одеси, з вересня 1944 року  завідував кафедрою слов'янознавства і загального мовознавства, був деканом філологічного факультету.
З 1944 року одночасно працював професором кафедри російської мови Одеського державного педагогічного інституту.
Помер 29 жовтня 1948 року в м. Одеса.

## Науково-педагогічна діяльність
В 1920-ті роки опублікував теоретичні та навчально-методичні роботи в галузі русистики: «Про формально-граматичні й психологічні напрями у  вивченні та викладанні  російської мови», «Викладання російської мови й формально-граматична точка зору (з приводу новітніх підручників граматики)». Вів велику роботу по створенню писемності ряду кавказьких народностей. Опублікував «Про порівняльне вивчення кавказьких мов» (1929 р.), «Осетинські етимології» (1929 р.), «Граматична система кавказьких (яфетичних) мов» (1930 р.), «Кавказьке мовознавство» (1930 р.).
Одеський період життя вчений присвятив, головним чином, славістиці. Викладав курс загального мовознавства, увесь слов'янознавчий цикл дисциплін: порівняльну граматику слов'янських мов, старослов'янську, польську, сербсько-хорватську та інші слов'янські мови, спецкурс про речення та його розвиток, з розвитку дієслівно-іменних форм, а також із семантики слова.
Для аспірантів і викладачів  читав спецкурс «В. Вундт і О. Потебня». Одночасно очолював відділ рідкісних книг та рукописів Одеської державної наукової бібліотеки імені О. М. Горького, виконував велику роботу з вивчення і наукового коментування старовинних рукописних матеріалів.

### Праці
- Книги небесные: (Апокрифические видения и закон первообразов)//Известия Бакинского университета. — 1921. — № 1, полутом 2. — С. 217—256.

- Новая этнолого-лингвистическая теория//Известия Общества обследования и изучения Азербайджана. — Баку, 1928. — № 5. _ 259—273.

- Слово: (До теории семантики)// Праці Одеського державного університету. Збірник наукових праць, присвячених 30-й річниці Великої Жовтневої соціалістичної революції. — 1948. — Т. 1, вип. 2: Гуманітарні науки. Філологія. — С. 88 — 99.

## Нагороди
- Медаль «За доблесну працю у Великій Вітчизняній війні 1941—1945 рр.»